# Xiphidiata
Sous-ordre
Les Xiphidiata forment un sous-ordre de trématodes de l'ordre des Plagiorchiida.

## Liste des familles
62 familles se répartissent dans les cinq super-familles suivantes[réf. nécessaire] :
- super-famille Allocreadioidea
  - Acanthocolpidae
  - Allocreadiidae
  - Batrachotrematidae
  - Brachycladiidae
  - Opecoelidae
  - Opistholebetidae
- super-famille Gorgoderoidea
  - Anchitrematidae
  - Brachycoeliidae
  - Braunotrematidae
  - Callodistomidae
  - Collyriclidae
  - Cortrematidae
  - Dicrocoeliidae
  - Gorgoderidae
  - Mesocoeliidae
  - Orchipedidae
  - Paragonimidae
  - Prouterinidae
  - Troglotrematidae
- super-famille Haploporoidea
  - Atractotrematidae
  - Haploporidae
- super-famille Microphalloidea
  - Anenterotrematidae
  - Diplangidae
  - Eumegacetidae
  - Exotidendriidae
  - Faustulidae
  - Gyrabascidae
  - Lecithodendriidae
  - Leyogonimidae
  - Microphallidae
  - Pachypsolidae
  - Phaneropsolidae
  - Pleurogenidae
  - Prosthogonimidae
  - Renicolidae
  - Renschetrematidae
  - Stomylotrematidae
  - Taiwantrematidae
  - Zoogonidae
- super-famille Plagiorchioidea
  - Auridistomidae
  - Cephalogonimidae
  - Choanocotylidae
  - Dolichoperoididae
  - Echinoporidae
  - Encyclometridae
  - Gekkonotrematidae
  - Glypthelminthidae
  - Haematoloechidae
  - Leptophallidae
  - Macroderoididae
  - Meristocotylidae
  - Mesotretidae
  - Ocadiatrematidae
  - Omphalometridae
  - Opisthogonimidae
  - Orientocreadiidae
  - Plagiorchiidae
  - Reniferidae
  - Styphlotrematidae
  - Telorchiidae
  - Thrinascotrematidae
  - Urotrematidae